# Rue Antoine-Roucher
La rue Antoine-Roucher est une voie du 16e arrondissement de Paris, en France.

## Situation et accès

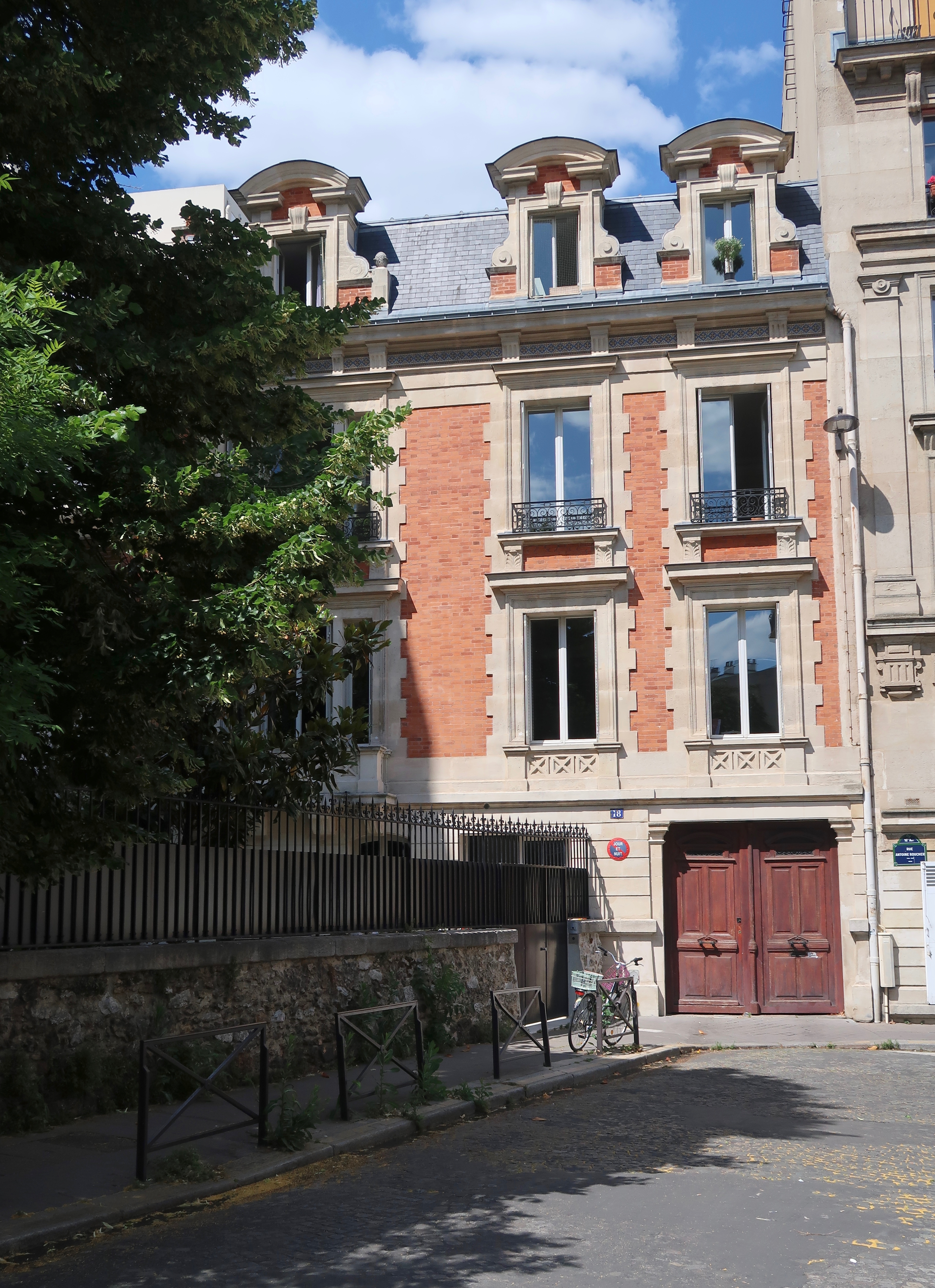
No 18.

La rue Antoine-Roucher est une voie publique située dans le 16e arrondissement de Paris. Elle débute au 14, rue Mirabeau et se termine au 4-6, rue Corot.

## Origine du nom

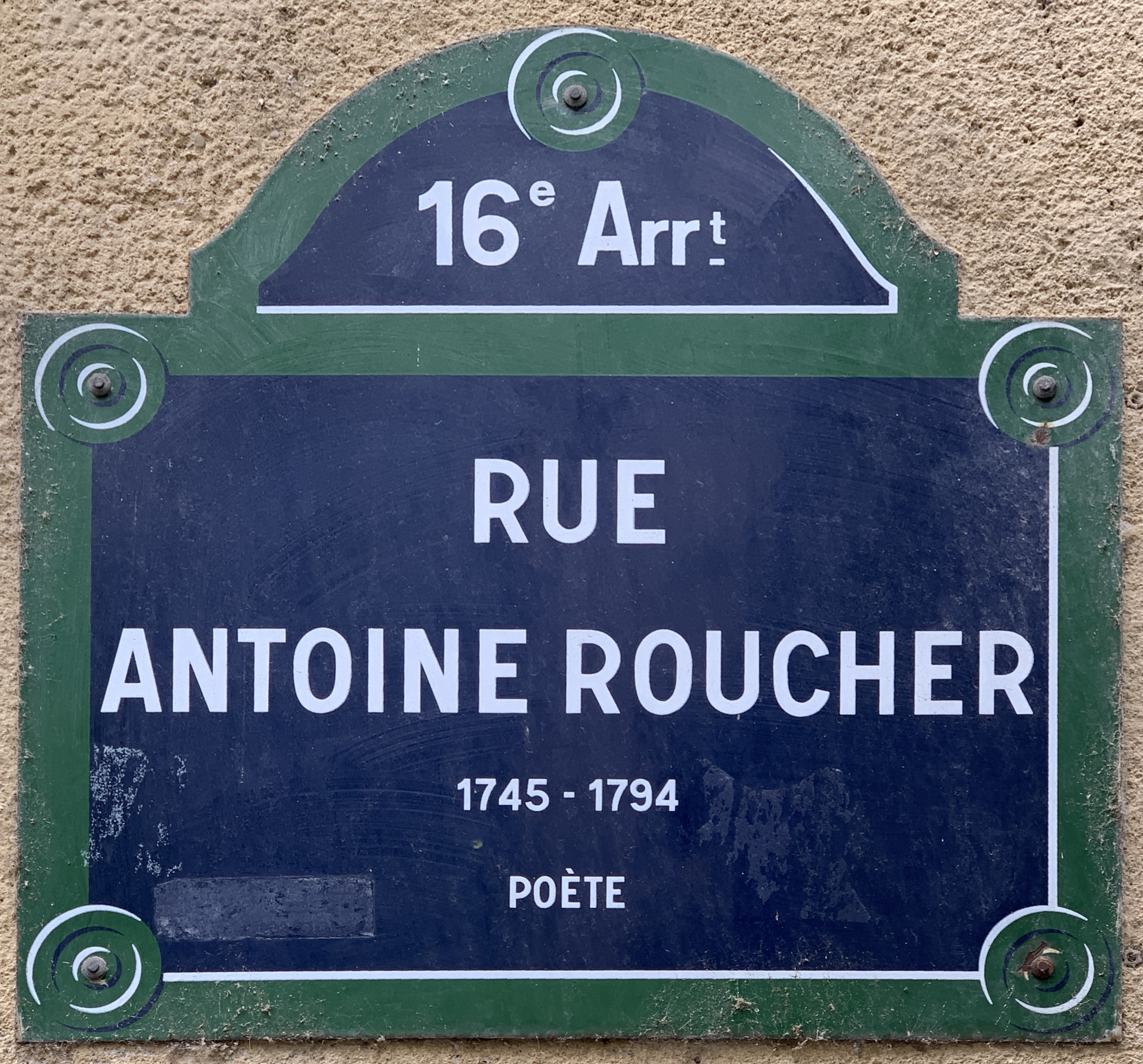
Plaque de la rue.

Elle porte le nom du poète Jean-Antoine Roucher (1745-1794).

## Historique
Cette rue est ouverte en 1883 par la société Grémailly, Ronsin et Pichon sous le nom de « rue François-Millet » du nom du peintre François Millet, auteur du tableau L'Angélus, avant de recevoir en 1890 sa dénomination actuelle. Entre 1890 et 1891, une voie du 15e arrondissement, l'actuelle rue François-Bonvin, porte le nom de François Millet puis, en 1891, une voie du 16e arrondissement, prend définitivement le nom de rue François-Millet,,.

## Bâtiments remarquables et lieux de mémoire
- No 12 : l'historien de Paris Fernand Bournon (1857-1909) y vécut[1].